# エミール・ルーボン
エミール・ルーボン（Émile Charles Joseph Loubon 、1809年1月12日 - 1863年5月3日）は、フランスの画家である。プロヴァンスの風景画で知られる。

## 略歴
ブーシュ＝デュ＝ローヌ県のエクス＝アン＝プロヴァンスで豊かな商人の家に生まれた 。マルセイユ出身の画家たち、ジャン・アントワーヌ・コンスタンタンやフランソワ・マリウス・グラネから絵を学びエクス＝アン＝プロヴァンスの美術学校(École de dessin d'Aix-en-Provence)の校長、Louis Mathurin Clérianから指導を受けた。
1829年にグラネに誘われて、ローマに留学し2年間滞在し、風景画を描くようになった。1931年にフランスに戻り、アレクサンドル＝ガブリエル・ドゥカンやコンスタン・トロワイヨン、トマ・クチュールといった画家と親しくなり、クチュールとはエクス＝アン＝プロヴァンスのサン・ジャン・ド・マルト教会の装飾画を共同制作した。1833年にサロン・ド・パリで入賞した。
1845年に、父親の仕事がうまくいかなくなったために、故郷に戻り、叔父の尽力でマルセイユの美術学校の教授の仕事を得てマルセイユに移った。マルセイユ美術愛好家協会(Societe des amis des arts de Marseille)を設立し、展覧会にはウジェーヌ・ドラクロワやジャン＝バティスト・カミーユ・コロー、プロスペル・マリヤといったパリ時代の友人の画家が参加した。1848年以降はこの展覧会は中止になった。1847年にマルセイユ科学・文芸アカデミーの会員に選ばれた。1855年にレジオンドヌール勲章（シュバリエ）を受勲した 。
1849年に中東を旅し、「オリエンタリズム」の作品を製作した。歴史や宗教を題材にした絵画や人物画も描いたが、プロヴァンスの風景を描いた多くの作品で知られている。ルーボンのマルセイユでの教育や風景画は「プロヴァンス派」( École Provençale)という画家グループを形成し、ポール・ギグー、アドルフ・モンティセリといった画家たちに影響を与えた。

## 作品

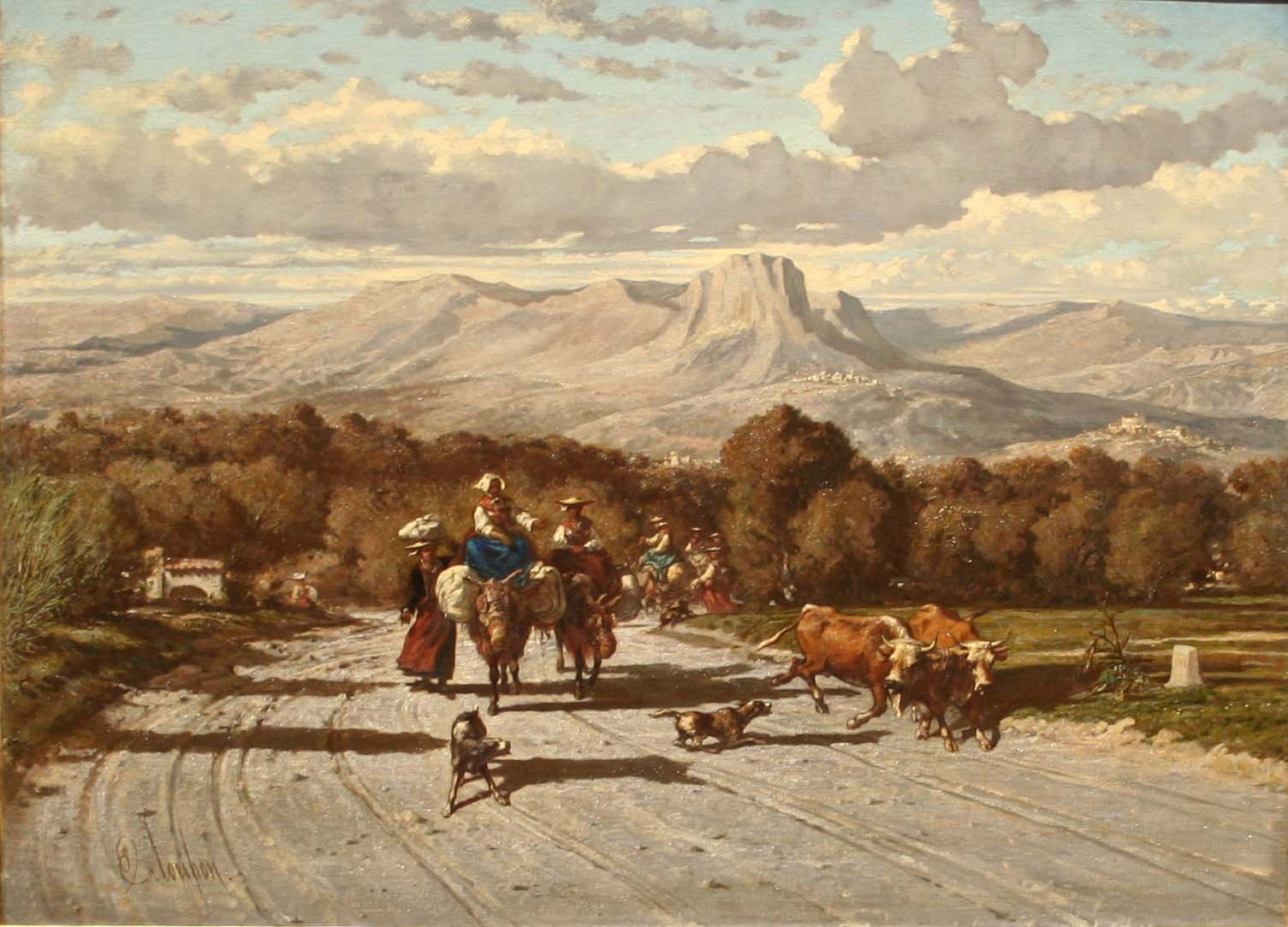
アンティーブからニースへの道 。
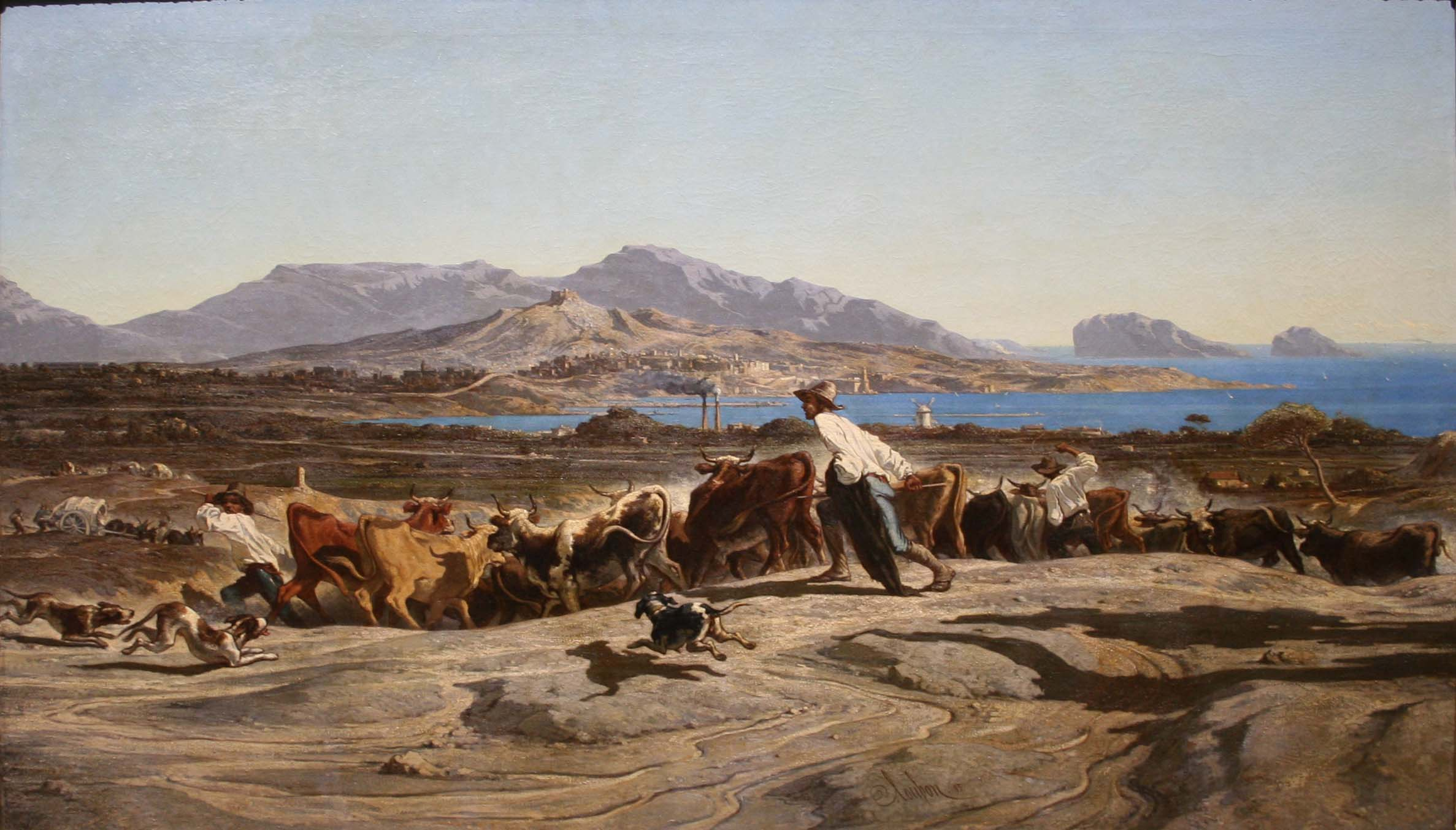
市場のある日のマルセイユの風景
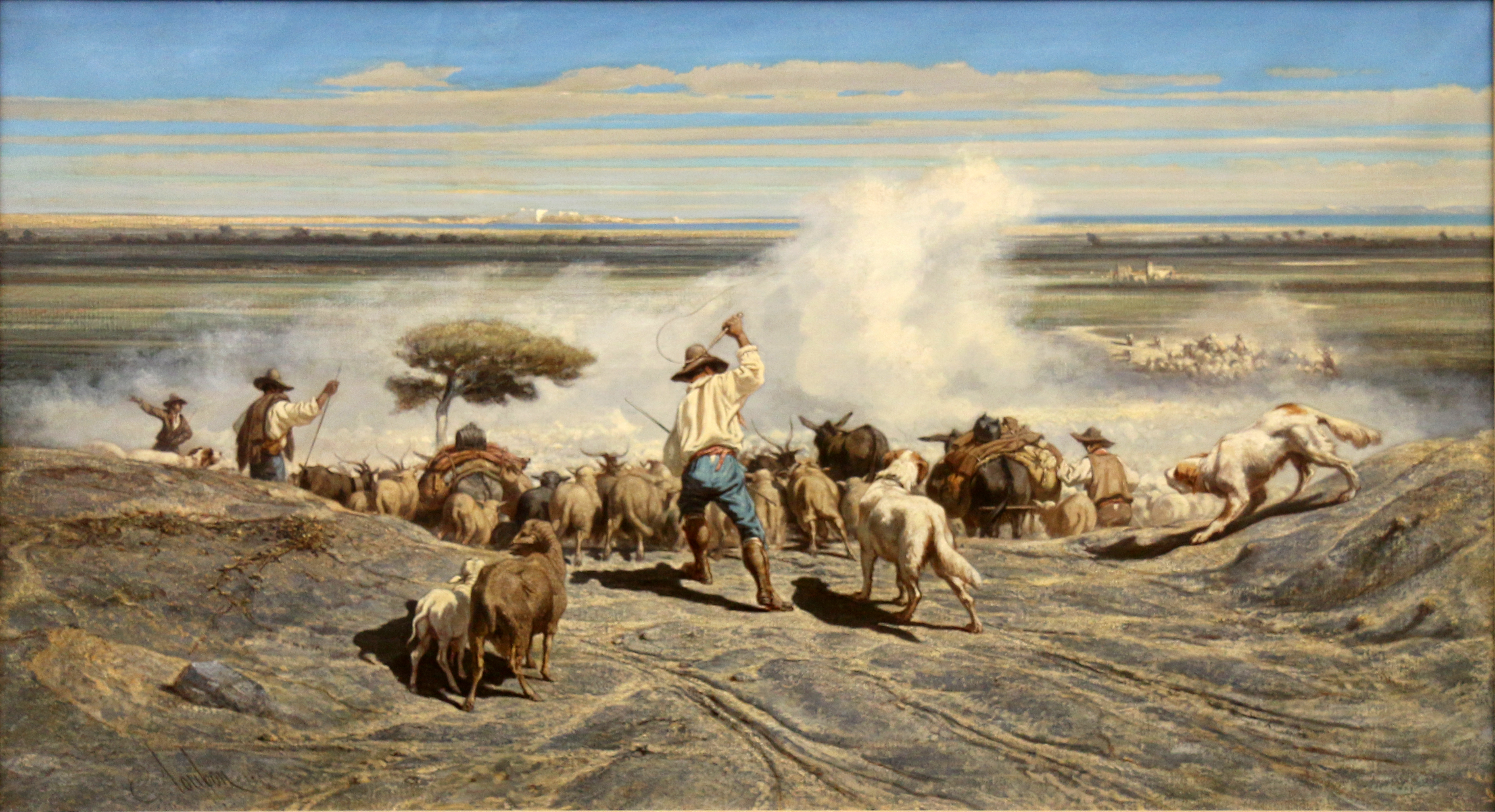
家畜の群れの帰還
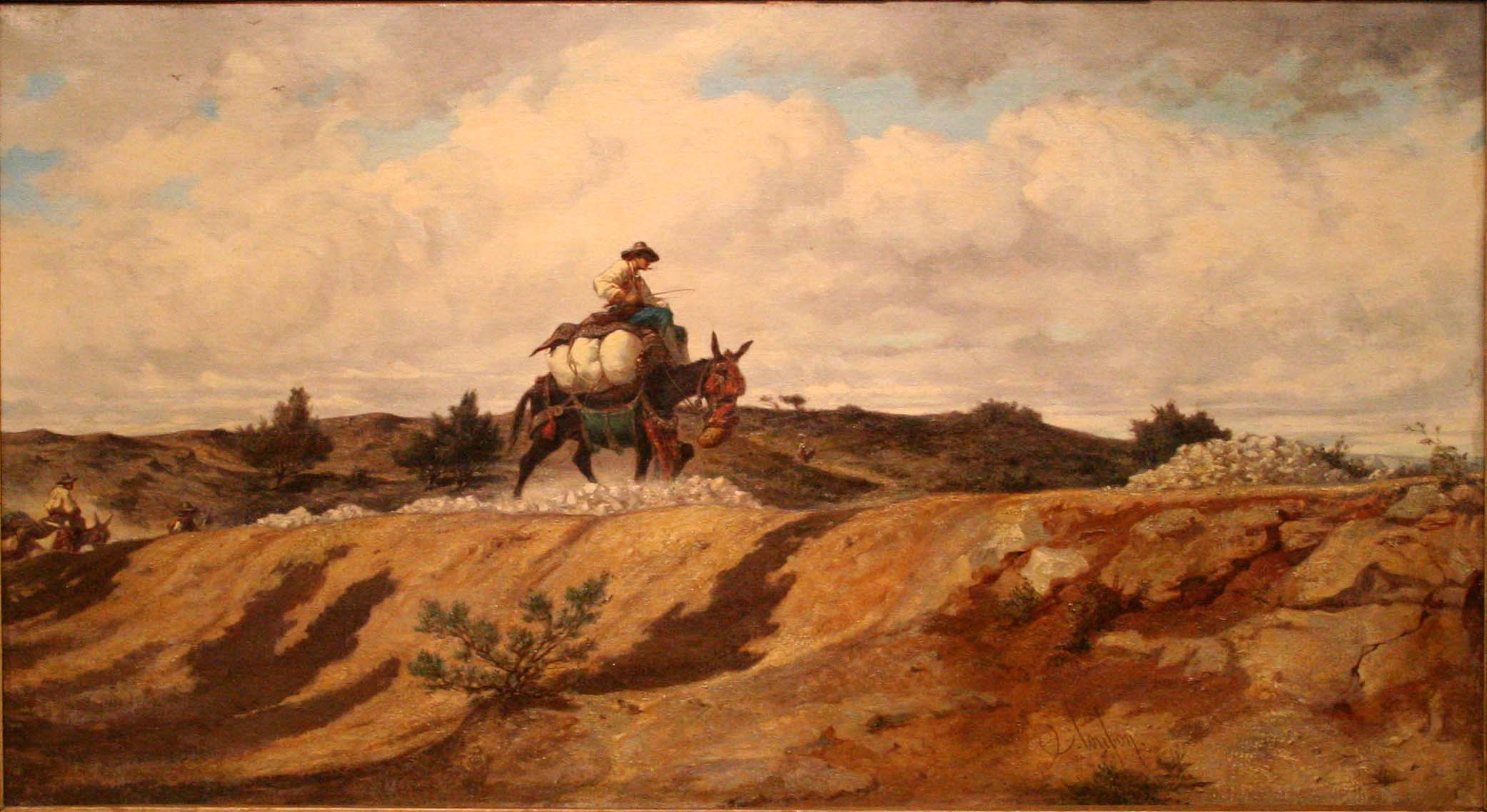
Le Muletier du Var
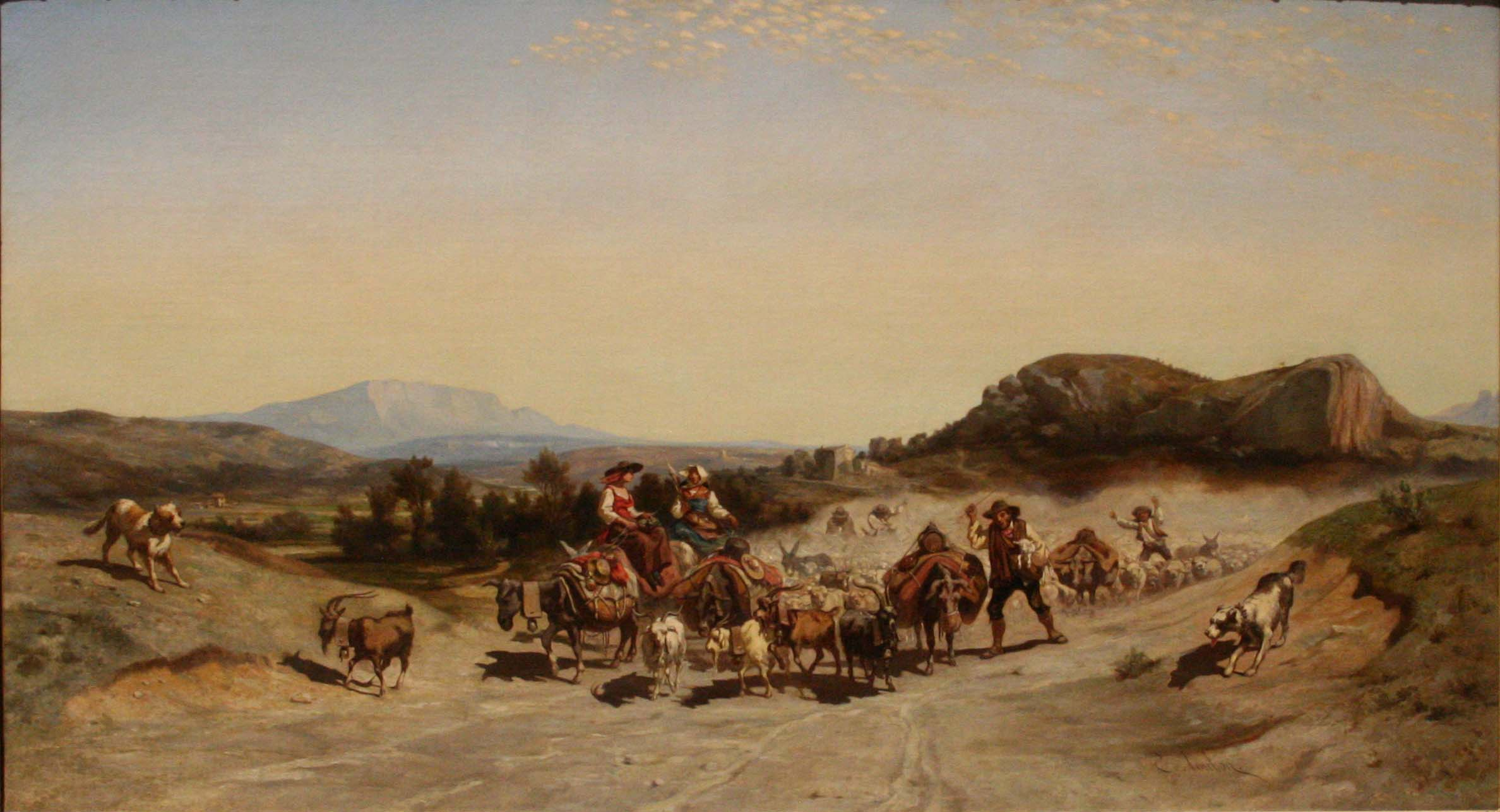
旅人と山の風景
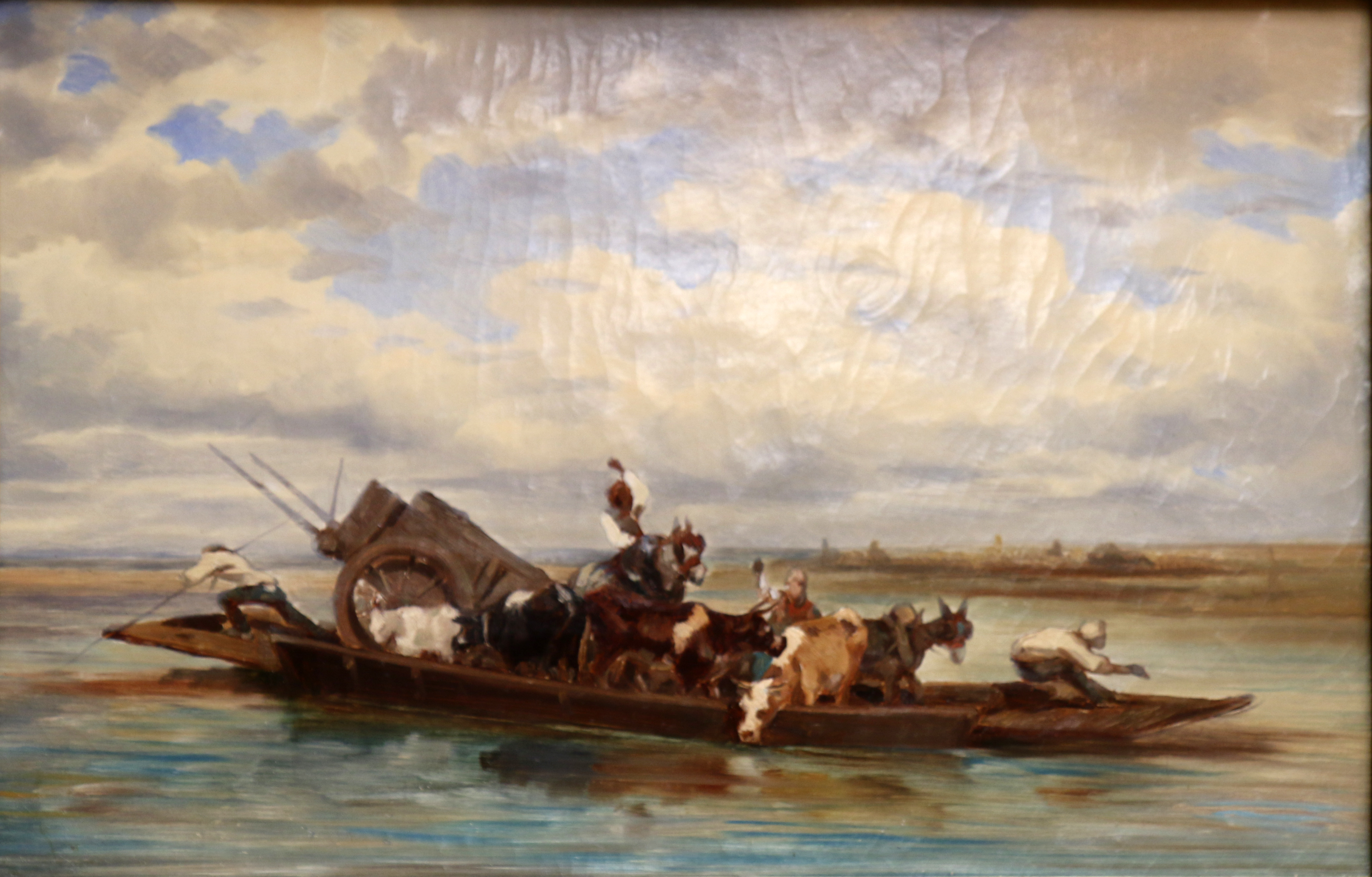
渡し船